# Ida (Luizjana)
Ida – wieś w Stanach Zjednoczonych, w stanie Luizjana, w parafii Caddo.